# Zkratky binomické nomenklatury
V rámci binomické nomenklatury jsou užívány zkratky, které lze rozdělit do dvou skupin. Zkratky užívané mezi jednotlivými částmi vědeckého jména specifikují vnitrodruhové postavení daného taxonu. Zkratky postavené za název pak uvádějí autora popisu daného taxonu, případně specifikují, jakým způsobem se pojetí daného taxonu měnilo. Za názvem může být uveden rok, který znamená, kdy byl publikován popis daného taxonu.

## Seznam zkratek
- : – autor uvedený za dvojtečkou sankcionoval (posvětil, potvrdil) název zavedený autorem před dvojtečkou
- () – autor uvedený za závorkou přeřadil taxon na jinou úroveň oproti autorovi, který jej popsal (v závorce)
- ad int. – ad interim, prozatímní
- aff. – affinis, blízký (Rosa aff. canina = růže blízká růži šípkové)
- agg. – agregát (za vědeckým názvem), soubor vzájemně si podobných druhů, jež se sice rozmnožují samostatně, ale prakticky nemá smysl tyto podobné druhy rozlišovat
- ap. – apud, u (jmenovaného autora)
- auct. – auctorum, v pojetí různých autorů
- auct. nonn. – auctorum nonnullorum, některých autorů
- auct. plur. – auctorum plurimis, četných autorů
- basionymum – bazionym, základní jméno (se kterým lze dále pracovat, např. může být přeřazeno)
- c. n. – combinatio nova, viz „comb. nov.“
- cf. – confer, srovnej, pro vzorek připomínající některý známý taxon (např. Rosa cf. canina = připomíná Rosa canina)
- coll. – collectio, zařadil do sbírky (obvykle před jménem člověka, který tak učinil)
- comb. inval. – combinatio invalida, neplatná kombinace (v rozporu s aktuálním pravidly; dříve mohla být platná)
- comb. nov. – combinatio nova, název složený novou kombinací známých jmen (při přesunu druhu na formu atp.)
- conf. – confirmavit, potvrdil (určení)
- constr. – sensu constricto, v užším smyslu, viz též „s. str.“
- del. – delineavit, kreslil
- det. – determinavit, určil (ve smyslu taxonomického určení nalezeného exempláře)
- dir. – direxit, vedl, řídil
- eiusd. – eiusdem, téhož autora
- em. – emendavit, opravil
- ex – z, z publikace následně uvedeného autora převzal první uvedený autor (tím mohl starší jméno validizovat, uvést v platnost)
- et – a (spojka)
- et al. – et aliorum, a jiných, ve smyslu dalších (neuvedených) autorů
- et auct. omn. – et auctorum omnium, a všech autorů
- ex ic. – ex icone, podle obrazu
- ex descr. – ex descriptione, z popisu
- f. – forma, nejnižší taxonomická jednotka (odchylka podmíněná prostředím)
- f. nov. – forma nova, nově zdokumentovaná forma
- fide – podle (viz též „s.“)
- ibid. – ibidem, tamtéž (v již uvedeném zdroji)
- id. – idem, tentýž
- in – v, v publikaci
- in collectionem – ve sbírce
- ined. – ineditus, nevydaný, nezveřejněný
- in litt. – in litteris, v rukopisu (popis existuje, ale nebyl dosud vydán tiskem)
- l. – licet, je možno, též lze
- l. c. – loco citato, na již zmíněném místě
- leg. – legit, sbíral
- m. – mihi, v mém pojetí
- m. sp. n. – mihi species nova, můj nový druh
- misit – zaslal, poslal (např. leg. et misit = [exemplář] sebral a poslal [k určení, uložení ap.])
- n. a. – non aliorum, viz „non al.“
- nec – neque, a ne, také ne, ani ne
- nom. confusum – nomen confusum, jméno nejasné, různě interpretované, nejednoznačné
- nom. cons. – nomen conservandum, konzervovaný název (má přednost před staršími synonymy)
- nom. illeg. – nomen illegitimum, neoprávněné jméno
- nom. inval – nomen invalidatum, neplatné jméno, v rozporu s aktuálními pravidly (dříve mohlo být platné)
- nom. nudum – nomen nudum, jméno uvedené bez popisu či vyobrazení (viz též „nom. inval.“)
- non – ne, ne ve smyslu dále uvedeného autora
- non … nec – ne … ani, ne ve smyslu jednoho ani ve smyslu druhého uvedeného autora
- non al. – non aliorum, ne jiní, ne ve smyslu ostatních (neuvedených) autorů
- non orig. - pojetí neodpovídající popisu původního autora
- nune – nyní, teď
- p. p. – pro parte, z části (zpravidla za jménem autora, který pod daný název zahrnul více druhů)
- pinx. – pinxit, namaloval(a)
- pro hybr. - uvedeno za názvem druhu znamená, že byl (původně) popsán jako kříženec uvedeným autorem
- pro sp. – uvedeno za názvem křížence znamená, že byl (původně) popsán jako druh uvedeným autorem
- q. e. – quid est, to je, tj.
- rev. – revidoval (obvykle určení)
- s. – sensu, ve smyslu či v pojetí autora uvedeného za zkratkou
- s. a. – sensu ampliore, v širším smyslu
- s. auct. plur. – sensu auctorum plurimis, v pojetí mnoha autorů
- s. em. – sensu emendato, v opraveném pojetí, v opravedném smyslu
- s. l. – sensu lato, v širším pojetí, v širším slova smyslu
- s. restricto – sensu restricto, v omezeném smyslu
- s. str. – sensu stricto, v užším pojetí, v užším slova smyslu
- sc. – scillicet, rozumí se
- sec. – secundum, podle
- sic! – tak, právě tak, tak skutečně napsáno, takto (upozornění, že nejde o tiskovou chybu)
- sp. aff. – species affinis, druh blízký (dále uvedenému druhu), viz aff.
- sp. nov. – species nova, nově popsaný druh, který se obvykle stane bazionymem
- ss. – sensu, zřídka používaný zápis (viz též „s.“)
- ssp. – subspecie, poddruh (odborná nomenklatura)
- subsp. – subspecie, poddruh (česká nomenklatura)
- syn. – synonymum (zpravidla platné synonymum)
- ut - jako, např. určeno jako
- ut in sq. – ut in sequente, jako u následujícího
- v. ic. – vidi icon, podle obrazu (nikoli skutečného exempláře)
- v. exicc. – vidi exsiccatum, viz „v. sicc.“
- v. sicc. – vidi siccum, viděl jsem sušené, podle sušených (ne živých) exemplářů, exsikátů
- v. v. – vidi vivum, viděl jsem živou, podle živé houby
- var. – varietas, varieta, odrůda (odchylka podmíněná geneticky)
- var. nov. – varietas nova, nově popsaná varieta
- vivo voce – „živým hlasem“, informace (např. název taxonu, jeho rozšíření ap.) předaná ústně; obvykle původním autorem nepublikovaná
- vix al. – vix aliorum, sotva jiných autorů